# Moja najljubša knjiga
Moja najljubša knjiga ali Moja naj knjiga je bilo priznanje, ki so ga mladi bralci med leti 1998 in 2011 podelili avtorju in založniku svoje najljubše knjige. Podelili so ga vsako leto ob mednarodnem dnevu knjig za otroke, 2. aprila.

## Zgodovina
Moja najljubša knjiga je bila akcija, v kateri so izključno mladi bralci izbirali svojo najljubšo knjigo slovenskega avtorja in najljubšo v slovenščino prevedeno knjigo. Avtorju knjige, ki je pet let zapored dobil največje število glasov, se podelili zlato priznanje, nato pa so knjigo izločili iz tekmovanja.
Projekt so osnovali Pionirska knjižnica, Slovenska sekcija IBBY in Zveza bibliotekarskih društev Slovenije. Za strokovnost je skrbel odbor, v katerem so bili predstavniki splošnih in šolskih knjižnic, predstavnik mladih bralcev ter častna člana – predsednik Zveze bibliotekarskih društev Slovenije in predsednik slovenske sekcije IBBY. Koordinator projekta je bil Center za mladinsko književnost in knjižničarstvo Knjižnice Otona Župančiča v Ljubljani.
Svoj glas so otroci oddali knjižničarju ali učiteljici, ki so podatke posredovali preko uradne spletne strani. 

## Nagrajenci
| Leta | Najljubša slovenska mladinska knjiga                        | Najljubša prevedena mladinska knjiga  |
| ---- | ----------------------------------------------------------- | ------------------------------------- |
| 1998 | Bogdan Novak: Ninina pesnika dva                            | Roald Dahl: Matilda                   |
| 1999 | Primož Suhodolčan: Košarkar naj bo! Desa Muck: Lažniva Suzi | Roald Dahl: Matilda                   |
| 2000 | Primož Suhodolčan: Košarkar naj bo! Nejka Omahen: Silvija   | Roald Dahl: Matilda                   |
| 2001 | Primož Suhodolčan: Košarkar naj bo!                         | J. K. Rowling: Harry Potter (serija)  |
| 2002 | Primož Suhodolčan: Košarkar naj bo!                         | J. K. Rowling: Harry Potter (serija)  |
| 2003 | Desa Muck: Anica (serija)                                   | J. K. Rowling: Harry Potter (serija)  |
| 2004 | Desa Muck: Anica (serija)                                   | J. K. Rowling: Harry Potter (serija)  |
| 2005 | Desa Muck: Anica (serija)                                   | J. K. Rowling: Harry Potter (serija)  |
| 2006 | Desa Muck: Anica (serija)                                   | Enid Blyton: Pet prijateljev (serija) |
| 2007 | Desa Muck: Anica (serija)                                   | Enid Blyton: Pet prijateljev (serija) |
| 2008 | Primož Suhodolčan: Košarkar naj bo! - Zlato priznanje!      | Francesca Simon: Grozni Gašper        |
| 2009 | Primož Suhodolčan: Pozor, pravljice!                        | Francesca Simon: Grozni Gašper        |
| 2010 | Primož Suhodolčan: Pozor, pravljice!                        | Stephenie Meyer: Somrak (serija)      |
| 2011 | Primož Suhodolčan: Pozor, pravljice!                        | Adam Blade: Lov na pošasti            |